# تاشا هابارد
تاشا هابارد هي صانعة أفلام كندية، ولدت في 1973.

## وصلات خارجية
- تاشا هابارد على موقع IMDb (الإنجليزية)